# Самуель Бохарт
Самуель Бохарт (англ. Samuel Bochart, 30 травня 1599 — 16 травня 1667) — французький протестантський біблійний вчений, протестантський пастор, учень Томаса ван Епре та вчитель П'єра Данієля Юе. Його двотомна праця «Geographia Sacra seu Phaleg et Canaan» (м. Кан, 1646 рік) сильно вплинула на біблійну екзегетику XVII століття.
Бохарт був характерним представником кількох поколінь антикваріаністів. Він пішов далі у своїх баченнях, спираючись на фундамент, закладений гуманістами епохи Відродження. Бохарт доповнив їхню революційну герменевтику новим методом дослідження класичних біблійних текстів: шляхом їхнього вивчення в культурному контексті грецького та римського суспільств, без розуміння якого ці тексти ніколи не могли бути повністю зрозумілими для сучасників. Він стояв біля витоків нової дисципліни, історії ідей або інтелектуальної історії, яка дала змогу досліджувати стародавні тексти в новому контексті.

## Життєпис
Самуель Бохарт народився в Руані. Протягом тривалого часу був пастором протестантської церкви в Кані. Також навчався в Оксфорді, де був репетитором Вентворта Диллона, який в майбутньому став англійським поетом і графом Роскоммону.
Зоологічний трактат Бохарта про біблійних тварин «Hierozoicon sive bipartitum opus de animalibus sacrae scripturae» (2 томи, Лондон, 1663 р.) не був просто християнізованою Природничою історією Плінія або продовженням «Історії тварин» Конрада Геснера — тут Бохарт вперше представив публіці роботи арабських натуралістів аль-Дамірі та аль-Казвіні, які раніше не друкувалася в Європі. Його етимологія побудована на традиціях, що були успадковані від класичної античності та передані середньовічній культурі Ісидором Севільським.
У 1652 році королева Швеції Христина І запросила Самуеля Бохарта до Стокгольму, де він вивчав арабські рукописи, що були у власності королеви. Його супроводжував П'єр Данієль Юе, який згодом став єпископ Авраншу та після повернення в Кан вступив до академії цього міста.
Бохарт був дуже ерудованим: крім французької, латинської та давньогрецької, він володів основними східними мовами, зокрема івритом, сирійською та арабською мовами, а в похилому віці почав вивчати ще й ефіопську. Бохартові приклади та цитування з оригіналів викликали труднощі в лондонських типографів, які створили спеціальні шрифти для їхнього відтворення. Він був настільки захоплений своїми улюбленими дослідженнями, що бачив фінікійське походження навіть у кельтських словах, звідси й велика кількість химеричних етимологій в його творах.
Листування Самуеля Бохарта на богословські теми з Капелом, Салмазієм та Воссієм було включено до його посмертного зібрання творів і досягло широкого розповсюдження.
Він помер від апоплексії в 67 років у академії міста Кан під час непереборної дискусії з П'єром Данієлем Юе щодо перекладу уривку Оригена, пов'язаного з переісточенням.

## Основні твори
- Словник арабської мови.
- «Geographia Sacra seu Phaleg et Canaan», Кан, 1646 рік.
- «De consiliandis in religionis negotio protestantibus», 1662 рік.
- «Hierozoicon sive bipartitum opus de animalibus sacrae scripturae», Лондон, 1663 рік.